# Mesyniopsis
Mesyniopsis là một chi thực vật có hoa trong họ Linaceae.

## Loài
Chi Mesyniopsis gồm các loài: